# Phacelia lutea
Phacelia lutea là loài thực vật có hoa trong họ Mồ hôi. Loài này được (Hook. & Arn.) J.T. Howell miêu tả khoa học đầu tiên năm 1944.